# 山中常祐
山中 常祐（やまなか つねすけ、生年不詳 - 1657年8月4日（明暦3年6月25日））は、日本の江戸時代の商人。出雲国の戦国武将山中幸盛の孫。吉和義兼（孫左衛門）の長男、母は山中幸盛の娘、大阪豪商である山中幸元の兄。通称は（初代）草津吉和屋彌右衛門と称した。
墓所は広島市西区の海蔵寺境内墓地にあり、墓石には地蔵尊が用いられている。法号は釋範信々士。

## 生涯
山中幸盛の娘である八重姫（盛江）の長男として生まれた。山中家（吉和屋）の始祖である父の吉和孫左衛門は、出世して草津村の長者となり、当時は草津の幸福稲荷社周辺に広大な屋敷を構えていたため、現在も草津の幸福稲荷社に設置されている案内板に「かつては草津村の長者であった吉和屋（山中鹿介の娘を娶った者）所有の稲荷社であった」と記されてあり、当時の山中家（吉和屋）の富豪ぶりをしのぶ事ができる。常祐の代に本姓を母の旧姓であった山中に改め、父の姓である吉和を屋号として用いた。山中家（吉和屋）の屋敷内にて酒造業を営み成功した。常祐の没後は長男の山中常久（2代目草津吉和屋彌右衛門）が家督を相続した。山中常夢（3代目草津吉和屋彌右衛門）の時まで、通称を草津吉和屋彌右衛門と称していたが、山中常夢が貞享4年（1687年）に草津村から五日市海老塩浜へ居を構えた事により、常夢以降の歴代の山中家（吉和屋）の当主は吉和屋彌右衛門の通称を継承し、五日市海老塩浜の庄屋などの役職を務め、塩田を開発し塩浜経営に専念した。